# Paderno Franciacorta
Paderno Franciacorta ist eine norditalienische Gemeinde (comune) mit 3673 Einwohnern (Stand 31. Dezember 2023) in der Provinz Brescia in der Lombardei. Die Gemeinde liegt etwa 15 Kilometer westnordwestlich von Brescia und gehört zur Franciacorta.

## Verkehr
Der Bahnhof Padernos liegt an der Bahnstrecke Brescia–Iseo–Edolo.